# 南支方面渡航婦女の取り扱いに関する件
南支方面渡航婦女の取り扱いに関する件（なんしほうめんとこうふじょのとりあつかいにかんするけん）とは、慰安婦要員となる女性約400名を華南に渡航させるよう命じた内務省警保局長の通牒。この通達は、大阪、京都、兵庫、福岡、山口の5府県に対して、各府県知事宛に出されている。1938年11月8日施行。警保局警発甲第136号。原文中に、「本件極秘に左記に依り之を取扱ふこと」や「何処迄も経営者の自発的希望に基く様取運び之を選定すること 」という記述があることから、業者を裏で操っているのが内務省と軍であることを裏付ける資料であるとされている。

## 本文
※一部省略　原文は文献資料を参照

## 内容
冒頭現代語訳

支那に渡航する婦女に関しては本年の二月二十三日に内務省発警第5号（支那渡航婦女の取扱に関する件）が通達された次第もあり、南支方面においても醜業を目的とする特殊婦女を必要とする模様だが未だ其の渡航が無く現地からの希望もあるので、事情が止むを得ないと認められる場合は本件を左記の様に極秘に取扱うこととするのでご配慮戴きたい。

林博史は、この資料を「業者を裏で操っているのが軍と内務省であることを裏付ける資料である」としている。原文中にある、「本件極秘に左記に依り之を取扱ふこと」とは、慰安婦を徴集することが極秘扱いされたことを示し、そればかりか、「経営者の自発的希望に基く様取運び之を選定すること」を内務省警保局が大阪府など5府県知事に指示したものだとしている。

## 背景と関連資料

### 業者の有罪判決
中国・上海の海軍慰安所で「日本軍慰安婦」として働かせる目的で、日本から女性をだまして連れて行こうとした日本人慰安所経営者らが、警察に検挙されている。この事件は、大審院（現在の最高裁判所）までいき、地裁・高裁を含めて全て有罪判決が出て、1937年3月5日、業者やその関係者10人の有罪判決が確定している。これは、国外移送目的の誘拐を禁じた旧刑法226条の「国外移送、国外誘拐罪」（現在の国外移送目的略取・誘拐罪）によるものである。長崎地裁判決では、上海の「海軍指定慰安所」のためであることが明記され、「醜業」（売春の当時の言い方）に従事させるためであるのを偽って「女給」とか「女中」と騙したとされている。

### 慰安所の大量設置
1937年7月7日の盧溝橋事件をきっかけに、日本は中国に対する全面的な戦争に入る。またたく間に数10万もの兵力が中国大陸に派遣され、38年以降は中国大陸に常時100万人以上の軍隊が駐屯するという事態になった。37年末から翌年初めにかけて南京を占領、その前後に日本軍将兵による強姦事件が相次いで発生した。このことから日本軍は中国各地に大量に軍慰安所を設置し始めることになる。

### 支那渡航婦女の取扱
この頃から、軍の依頼を受けた業者が日本国内でも女性を集めて中国の軍慰安所に連れていく状況が一気に広がっていった。1938年2月23日、警察の元締めである内務省警保局は「婦女の渡航は現地に於ける実情に鑑みるときは蓋し必要已むを得ざるものあり警察当局に於ても特殊の考慮を払ひ実情に即する措置を講ずるの要あり」と認め、しかし「是等婦女の募集周旋等の取締にして適正を欠かんか帝国の威信を毀け皇軍の名誉を害ふのみに止まらず銃後国民特に出征兵士遺家族に好ましからざる影響を与ふると共に婦女売買に関する国際条約の趣旨にも悖ること無きを保し難き」ゆえに、「醜業を目的とする婦女の渡航は現在内地に於て娼妓其の他事実上醜業を営み満二十一歳以上且花柳病其の他伝染性疾患なき者にして北支、中支方面に向ふ者に限り当分の間之を黙認すること」とし、「醜業を目的とする婦女の渡航に際し身分証明書を発給するときは稼業契約其の他各般の事項を調査し婦女売買又は略取誘拐等の事実なき様特に留意すること」や「醜業の目的を以て渡航する婦女の募集周旋等に際して広告宣伝をなし又は事実を虚偽若は誇大に伝ふるが如きは総て厳重之を取締ること」など7号の命令から成る「支那渡航婦女ノ取扱ニ関スル件」（内務省発警第5号）を各庁府県長官に通達した。

#### 軍との共謀説
関東学院大学教授で日本の戦争責任資料センター研究事務局長の林博史は、「大審院で有罪が確定した犯罪行為を警察が組織を挙げて「黙認」するということになった」と述べている。警察は「黙認」しただけでなく、軍と共謀して「慰安婦」集めを組織したとしている。原文中にある、「何処迄も経営者の自発的希望に基く様取運び之を選定すること」から、軍の参謀、陸軍省、参謀本部、警保局らが女性を「慰安婦」として狩り出すことがばれると困るので、業者が勝手にやっている振りをしろと知事に指示を出しているとしている。

## 文献資料
原文
- 「南支方面渡航婦女の取り扱いに関する件」(財)女性のためのアジア平和国民基金編『政府調査「従軍慰安婦」関係資料集成』1巻、龍溪書舎出版、p.121-137。
- 国立公文書館アジア歴史資料センター 【レファレンスコード】A05032044800。